# Els Basterons
Els Basterons fou un grup de grallers del municipi de Vila-rodona a l'Alt Camp de finals del segle xix i principis del segle xx format per membres de la mateixa família. Per la qualitat i varietat del seu repertori extens sembla que fou una de les millors colles de la seva època. Posteriorment es convertí en una orquestrina i després de la Guerra Civil canvià de nom per «Admiración».

## Història
El primer graller del qual es tenen referències és de Francesc Miquel i Sauqué (1847-1913). Quatre dels fills que tingué —amb dues dones diferents— i un dels seus fillastres es dedicaren al món de la gralla: Florenci Miquel i Figuerola (1873-1900), Salvador Miquel i Pons (1884-1942), Joan Miquel i Pons (1889-1975) i Llorenç Ferrando i Pons (1877-1949) com a grallers, i Josep Miquel i Figuerola (1876-?) com a timbaler. De fet, el nom de la colla prové del renom «Basteró» que rebia Rafael Sauqué, l’avi matern del Francesc Miquel, que treballava de baster. Aquest àlies va donar nom a la casa i de retruc al grup de grallers de la família i a l'orquestrina que en va derivar.
Sembla que en un inici, Francesc Miquel tocà amb dos músics («Costurero» i «Ferran» però després, la colla va quedar formada pel pare i els fills Florenci, Josep i el fillastre Llorenç. Més endavant, per alguna discussió interna, en Llorenç va ser substituït per l'Anton Ferran i Pié («Fideu»), un altre graller del poble. L'any 1900, en Francesc Miquel va deixar de tocar per la mort del seu fill Florenci, de manera que la colla quedava formada pels germans Salvador, Joan i Llorenç a la gralla i Josep al timbal. Posteriorment, en Llorenç seria substituït per en Francesc Plana i Plana de Puigpelat i, més endavant, cap al 1907 el seu germà Jacint Plana i Plana entraria a la colla com a timbaler.
La formació habitual de la colla era de quatre gralles llargues que sonaven a tres veus i un timbal. El grup tenia un repertori molt extens amb més de tres-centes peces ballables i de concert escrites a tres veus per ells mateixos o per diferents músics a qui encarregaven composicions i arranjaments com en Joan Bautista Llauradó de Vila-rodona, Ramon Roig i Perles («Arengadetes») de Vilafranca del Penedès, Francesc Toldrà i Carbonell de Vilanova i la Geltrú o Feliu Monné i Batallé d'Esparreguera.
Cap als anys vint, després que en Salvador Miquel retornés del servei militar —on aprengué a tocar el saxòfon— la colla es va anar transformant en un quintent (clarinet, gralla, cornetí, saxòfon i fiscorn) i més endavant el trombó va acabar substituint la gralla. Això coincideix amb l'inici de la decadència de la gralla en què altres grups de grallers com els Perets o els Capblancs també farien el pas de formar una petita orquestra. Després de la Guerra Civil, l'orquestrina canviaria de nom per «Admiración».